# Åtemyran-Draviktjärnen
Åtemyran-Draviktjärnen este o arie protejată (arie specială de conservare — SAC, sit de importanță comunitară — SCI) din Suedia întinsă pe o suprafață de 79 ha, integral pe uscat.

## Localizare
Centrul sitului Åtemyran-Draviktjärnen este situat la coordonatele 63°03′27″N 16°07′28″E / 63.0576°N 16.1245°E.

## Înființare
Situl Åtemyran-Draviktjärnen a fost declarat sit de importanță comunitară în iulie 2000 pentru a proteja 2 specii de plante și 1 specie de animale. Situl a fost protejat și ca arie specială de conservare în martie 2011.

## Biodiversitate
Situată în ecoregiunea boreală, aria protejată conține 7 habitate naturale: Păduri fino-scandinave bogate în ierburi cu Picea abies, Izvoare fino-scandinave și mlaștini produse de izvoare bogate în minerale, Mlaștini alcaline, Ape stătătoare oligotrofe până la mezotrofe, cu vegetație de Littorelletea uniflorae și/sau de Isoëto-Nanojuncetea, Mlaștini împădurite, Taiga vestică, Mlaștini turboase de tranziție și turbării mișcătoare.
La baza desemnării sitului se află mai multe specii protejate:
- plante (2): papucul doamnei (Cypripedium calceolus), ochii-șoricelului (Saxifraga hirculus)
- nevertebrate (1): Vertigo genesii